# Lunula (matematica)
|                                                                            |  |  |
|                                                                            |  |  |
| In ogni diagramma sono presenti due lunule ed una è evidenziata in grigio. |  |  |

In geometria piana, una lùnula è un insieme di punti del piano compresi tra due archi di cerchio aventi gli estremi in comune e situati dalla stessa parte rispetto alla retta passante per tali estremi.
In particolare, se {\displaystyle A} e {\displaystyle B} sono cerchi la cui intersezione non è espressa dall'insieme vuoto e non sono l'uno contenuto nell'altro, la loro lunula è il complementare
{\displaystyle L=A-A\cap B}.
Nel V secolo a.C., il matematico greco Ippocrate di Chio dimostrò che alcune lunule possono essere costruite con riga e compasso.
Il termine deriva dal latino lunŭla, diminutivo di luna.